# Mick Audsley
Mick Audsley est un monteur pour le cinéma et la télévision né en 1949 à Londres. Il a fait des études de cinéma au Hornsey College durant trois ans, et trois années supplémentaires au Royal College of Art. Il a commencé sa carrière au milieu des années 70 sur de petits films pour le British Film Institute.
Il a rencontré John Madden en remplaçant un ami pour achever le montage de Shakespeare in Love et a ensuite monté pour lui le film Capitaine Corelli. Il a été nommé pour le British Academy Film Award du meilleur montage pour le film Les Liaisons dangereuses de Stephen Frears et a gagné un BAFTA Award pour le film The Snapper du même réalisateur.

## Filmographie
- 1976 : King Lear
- 1978 : My Way Home
- 1978 : News from Nowhere
- 1980 : Brothers and Sisters
- 1980 : Schiele in Prison
- 1981 : Mark Gertler: Fragments of a Biography
- 1982 : An Unsuitable Job for a Woman
- 1982 : The Privilege (Court métrage)
- 1982 : Walter (TV)
- 1983 : R.H.I.N.O.; Really Here in Name Only (TV)
- 1983 : The Terence Davies Trilogy
- 1984 : The Cold Room (TV)
- 1984 : The Hit
- 1985 : Un crime pour une passion (Dance with a Stranger)
- 1985 : My Beautiful Laundrette
- 1986 : Comrades
- 1987 : Prick Up Your Ears
- 1987 : Sammy et Rosie s'envoient en l'air (Sammy and Rosie Get Laid)
- 1988 : Soursweet
- 1988 : Les Liaisons dangereuses (Dangerous Liaisons)
- 1989 : Nous ne sommes pas des anges (We're No Angels)
- 1990 : Les Arnaqueurs (The Grifters)
- 1992 : Héros malgré lui (Accidental Hero)
- 1993 : Lady Chatterley (TV)
- 1993 : The Snapper (TV)
- 1994 : Entretien avec un vampire (Interview with the Vampire: The Vampire Chronicles)
- 1995 : L'Armée des douze singes (12 Monkeys)
- 1996 : The Van
- 1997 : Le Baiser du serpent (The Serpent's Kiss)
- 1998 : Chapeau melon et bottes de cuir (The Avengers)
- 2000 : High Fidelity
- 2001 : Capitaine Corelli (Captain Corelli's Mandolin)
- 2002 : Dirty Pretty Things
- 2003 : Le Sourire de Mona Lisa (Mona Lisa Smile)
- 2005 : Proof
- 2005 : Harry Potter et la Coupe de feu (Harry Potter and the Goblet of Fire)
- 2007 : L'Amour aux temps du choléra (Love in the Time of Cholera)
- 2008 : Killshot
- 2009 : L'Imaginarium du docteur Parnassus (The Imaginarium of Doctor Parnassus)
- 2010 : Prince of Persia : Les Sables du Temps (Prince of Persia: The Sands of Time)
- 2010 : Tamara Drewe
- 2011 : The Wholly Family (Court métrage)
- 2011 : Angels Crest
- 2012 : Lady Vegas : Les Mémoires d'une joueuse (Lay the Favorite)
- 2013 : Muhammad Ali's Greatest Fight (TV)
- 2013 : Le Théorème Zéro (The Zero Theorem)
- 2019 : The Personal History of David Copperfield d'Armando Iannucci